# Consuelo Giménez Escuder
Consuelo Giménez Escuder (Barcelona, 1888 - Barcelona, 13 de noviembre de 1905), conocida como Consuelo o Consol en catalán, fue una modelo gitana española que mantuvo una estrecha relación con Isidro Nonell. El pintor la retrató repetidamente entre 1901 y 1905, fecha en la que ella murió trágicamente con diecisiete años. 

## Contexto
A mediados del año 1900, Isidro Nonell volvió de París a Barcelona por un problema amoroso. Se reencontró con Joan Ossó (1880-1947), al que había conocido en París, y este le ofreció compartir el estudio de trabajo situado en la calle Comercio. Más tarde, coincidieron con Picasso, que tenía su taller en el mismo rellano.
En el estudio compartido, vio como Ossó usaba a menudo modelos gitanas, ya que resultaban mucho más asequibles que las modelos profesionales. Nonell abandonó los paisajes, diciendo que «solo sirven para ir a merendar», e inició una época en que prácticamente solo pintaba retratos de gitanas, hasta el punto de ser conocido con el calificativo de «pintor de gitanas». Ossó y Juli Vallmitjana, de la Colla del Safrà, hacían de guías a Nonell y Picasso por los barrios bajos y los locales más bohemios de Barcelona. En los barrios del Somorrostro y Casa Antúnez, contrataban a sus modelos. Un artículo necrológico publicado en la revista Papitu explicaba que «[el estudio] parecía muchas veces un campamento; él tenía una, dos o tres dentro, posando; las otras esperaban que salieran con los diez reales para ir a comprar».
En este contexto Nonell conoció a Consuelo, de trece años, que se convirtió en una de sus modelos predilectas.
Hay sospechas de que Consuelo posaba desnuda, cosa contraria a la ética gitana, aunque Nonell hizo desnudos raramente y solo se le conocen dos posteriores. Los padres de Consuelo la enviaron a Madrid y la casaron con un gitano. Allí sufrió las palizas del marido y pidió ayuda a Nonell. En septiembre de 1903, Nonell, acompañado por el pintor y crítico de arte Sebastià Junyent, hizo un viaje a Zaragoza y Madrid. Consiguió rescatar a Consuelo y la devolvió a Barcelona para vivir con su abuela que también hacía de modelo, pintada en algunos cuadros titulados Gitana vieja y conocida como la Abuela. El fotógrafo Francesc Serra y Dimas los retrató en una fotografía, ampliamente reproducida, hecha en 1904 en el estudio de Nonell. En un momento de pausa, Nonell con la bata de pintor está sentado ante un caballete con los pinceles y la paleta en la mano. Detrás de sí descansan en un banco las modelos gitanas, la Abuela y Consuelo. Nonell mira directamente la cámara con una actitud serena, lejos de la imagen que tenía de bohemio e inconformista.
La noche del 13 de noviembre de 1905, un fuerte viento -que la prensa de la época describió como huracán- derribó un muro sobre la barraca donde vivían la Abuela y Consuelo en un descampado de la calle de Entenza, junto a la nueva cárcel Modelo. Algunos diarios del día siguiente informaron que Consuelo murió por el derrumbe, y que la abuela, Josefa Escuder, de 60 años, fue trasladada al dispensario del distrito. Consuelo tenía entre 16 y 17 años y Nonell quedó afectado de tal forma que Sebastià Junyent comentó el suceso en la revista Joventut: «Nonell la había hecho su modelo predilecta. Su belleza plástica nada convencional lo enamoraba. Y la quería... la quería con el amor más puro y más inmaterial, el amor del artista hacia la encarnación viviente de un sueño ideal [...] ¡Pobre Consuelo! Su destino ha sido desafortunado».

## Modelo
Nonell hizo unos cincuenta retratos de gitanas entre 1901 y 1905. Utilizó diferentes modelos: la Abuela, Soledad, Amparo, Sol, Dolores, la Pelona, Paloma, Carmen. Pero la preferida fue Consuelo, nombre que utilizó explícitamente en el título de seis cuadros. Seguramente la utilizó de modelo en otros cuadros, pero la identificación no es siempre posible por la postura.

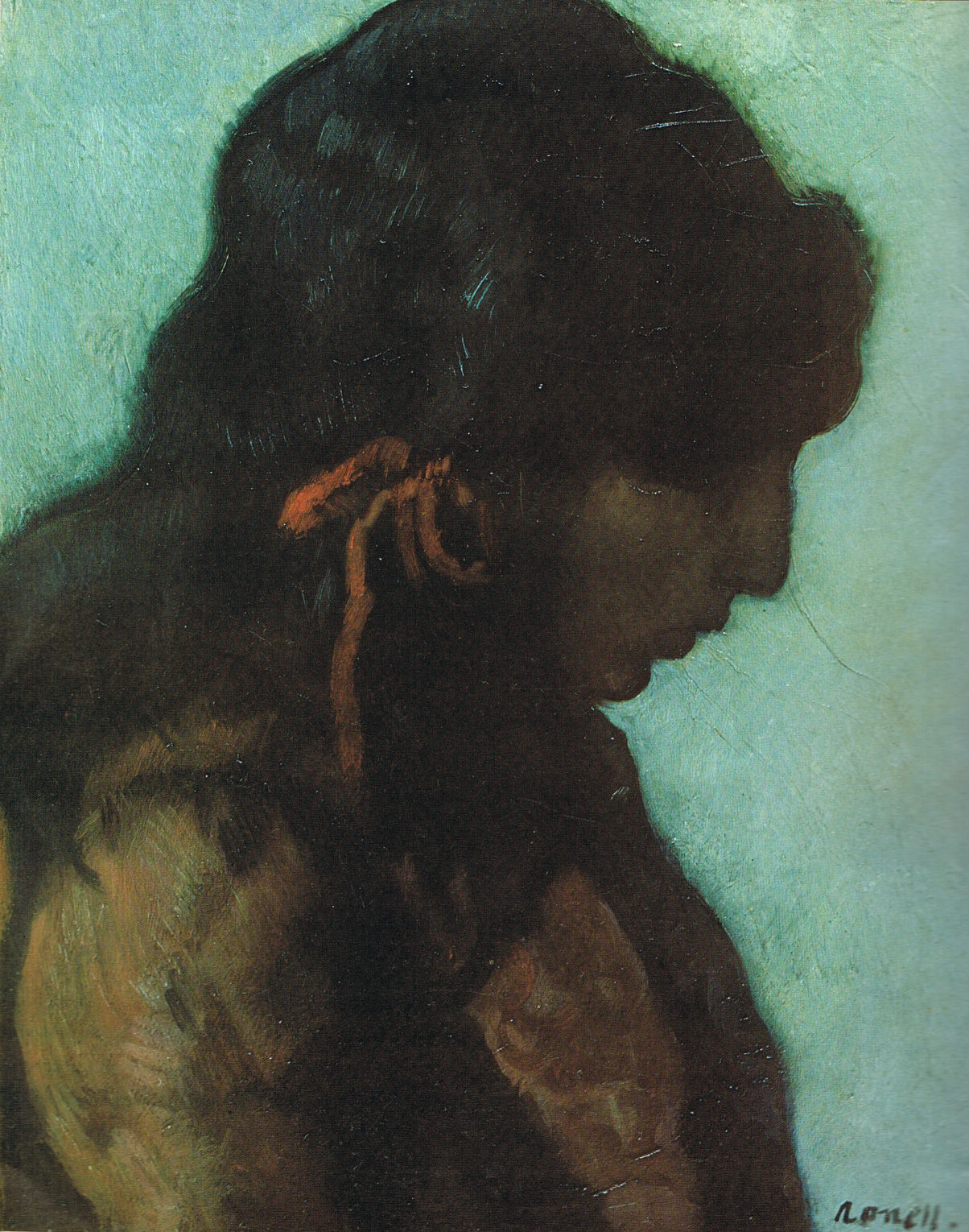
Gitana de lazo rojo, 1902, colección particular
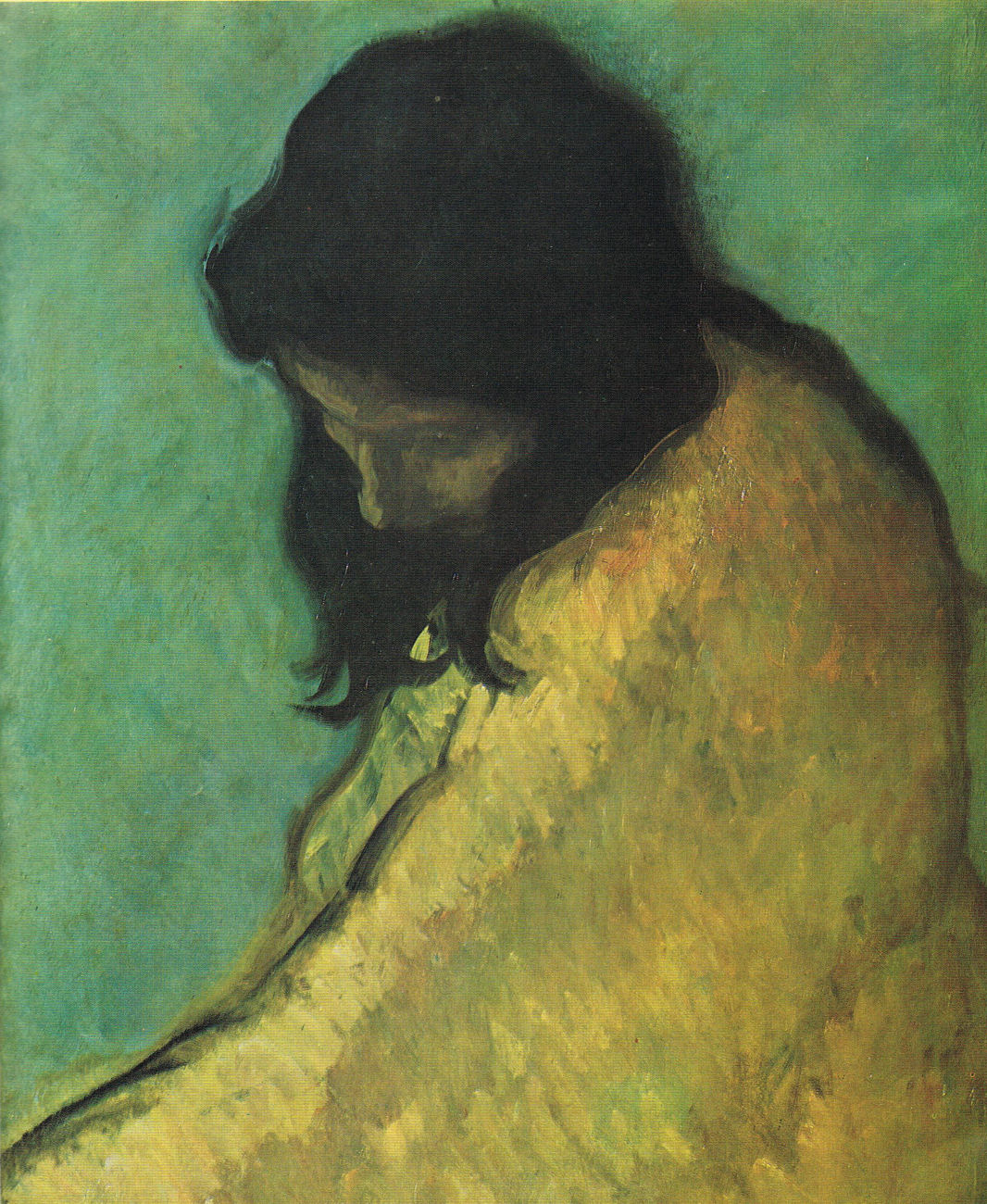
Consuelo, 1902, colección particular
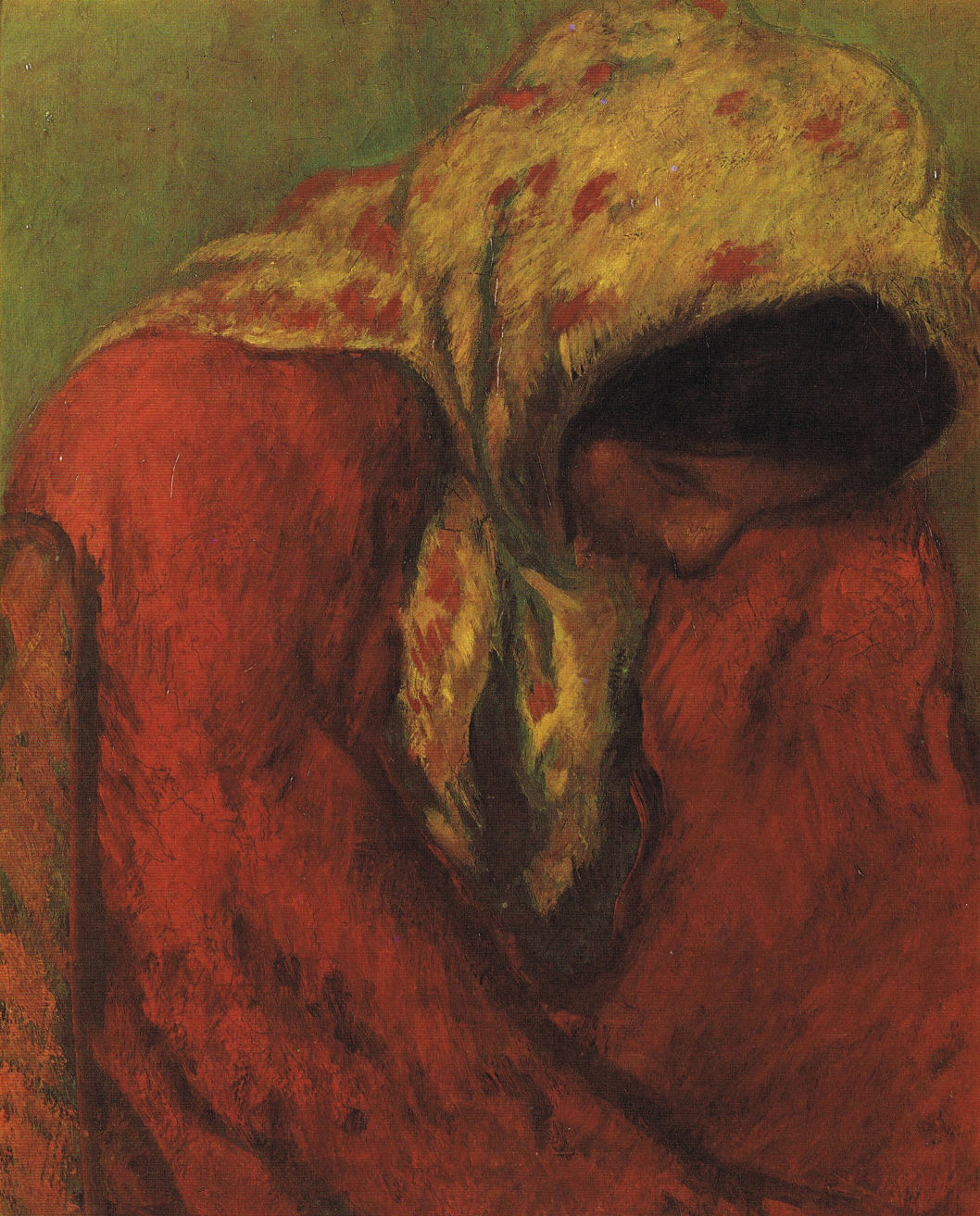
Gitana (Consuelo), 1903, colección particular
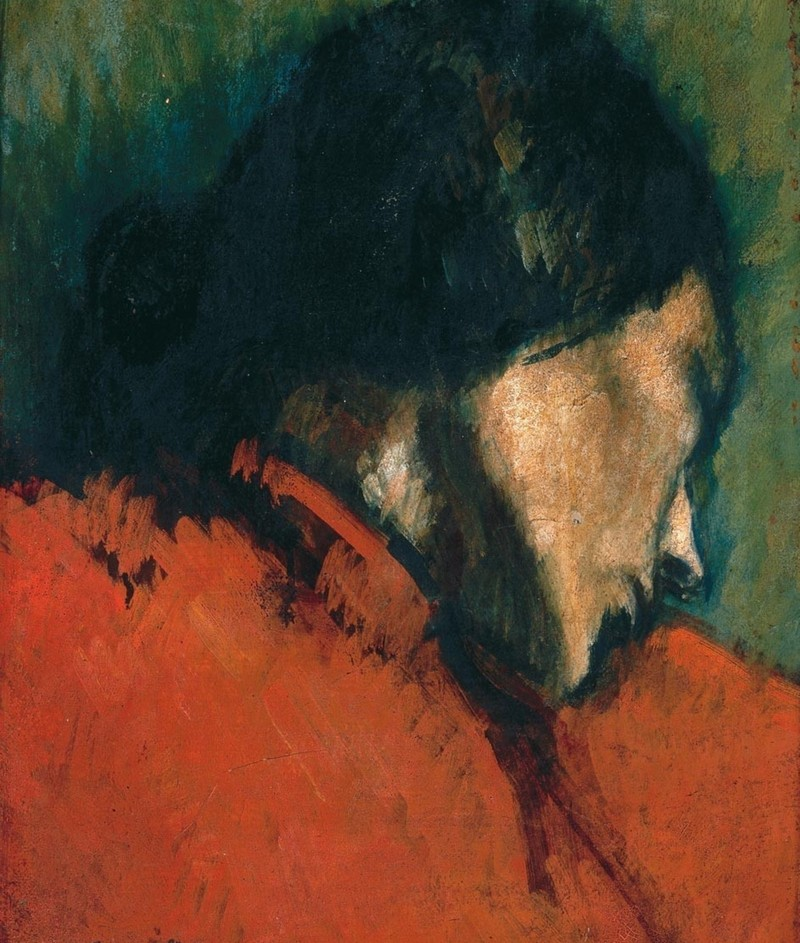
Gitana, 1904, Museo del Ampurdán
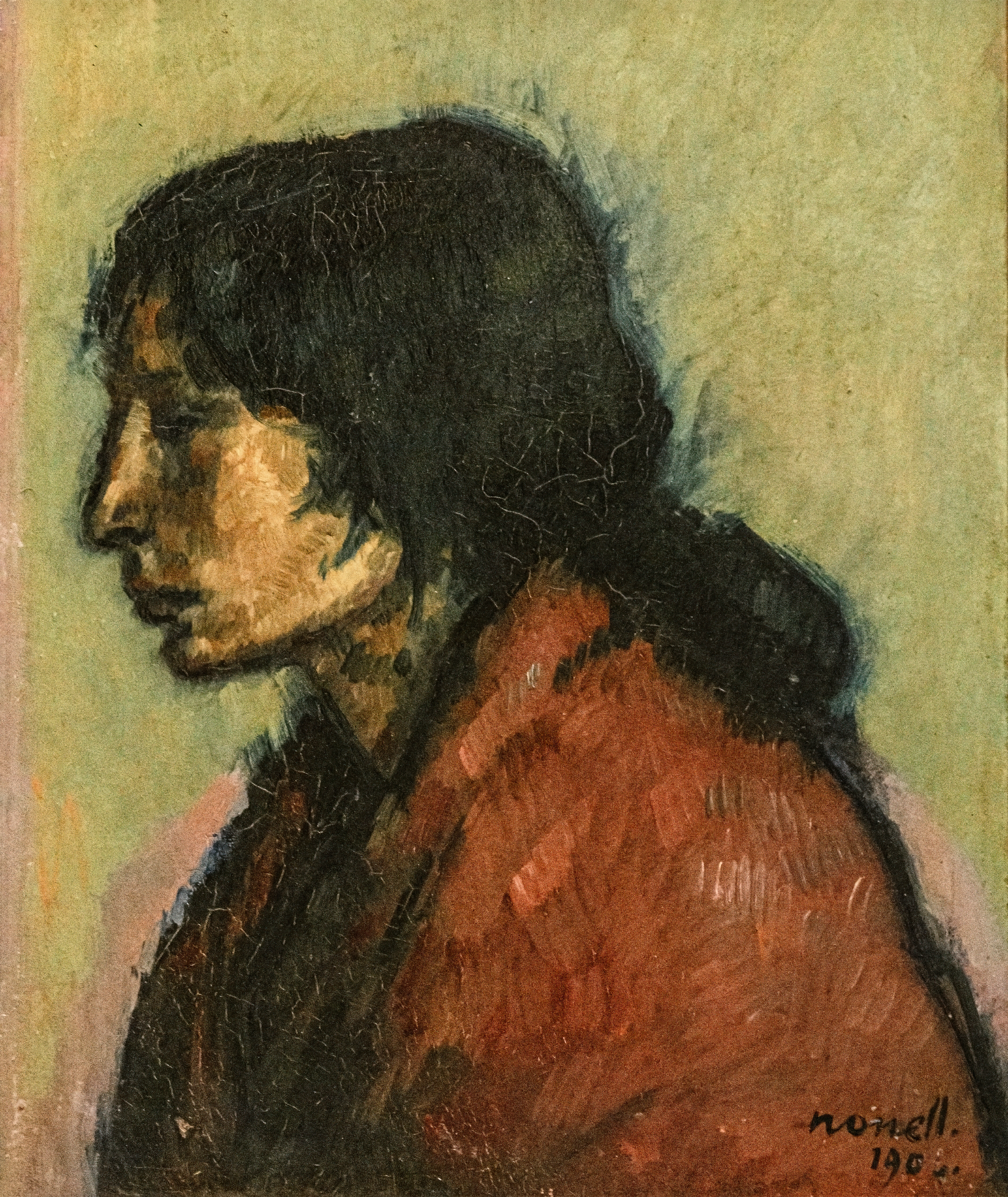
Consuelo, 1904, MNAC
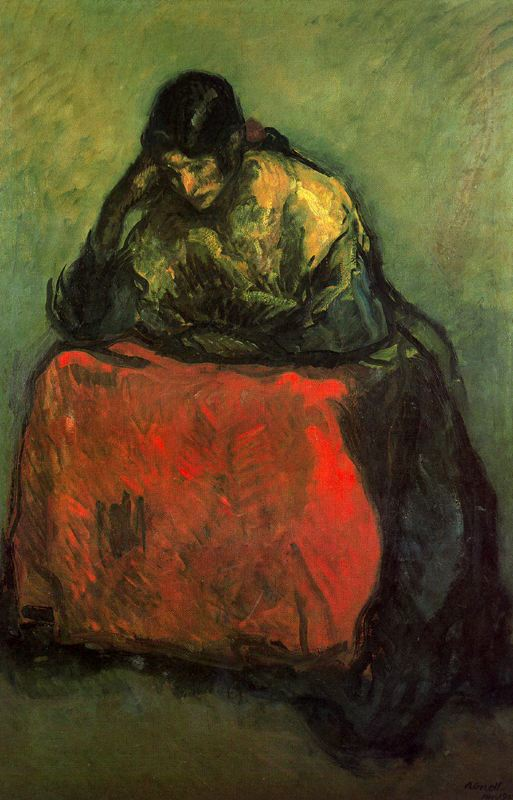
Consuelo, 1905, MNAC
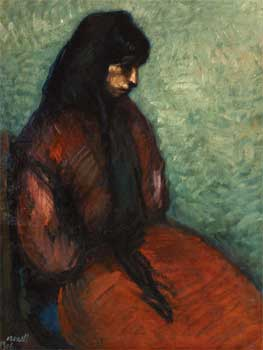
Consuelo, 1906, colección particular

Juli Vallmitjana, que abandonó la pintura para dedicarse a la literatura, se inspiró en la relación de Nonell con Consuelo para escribir el relato «La model y'l pintor» (1906) incluido en el libro Fent memoria. La describe de este modo: «¡Cómo resaltaban los tonos mates aterciopelados de su carne! Las ondas de sus hombros unían sus líneas con bella suavidad; los oscuros reflejados por tonos rosados daban una finura de color imposible de resolver».
En el semanario Papitu, Consuelo fue descrita como «alta y magra, de perfil afilado». Según explica Sebastià Junyent en Joventut, tenía «la frente pequeña, los ojos desviados, la nariz aquilina, los labios carnosos, la barbilla pequeña [...] la piel morena y satinada, su cabello negro y lustroso». Según el mismo Nonell, «tenía pupilas de fuego, con los ojos ataba y con la boca mataba».

## Técnica y estilo
En sus retratos de gitanas, prescinde de todo elemento secundario, intensificando la sensación de angustia y soledad. Los primeros planos representados de muy cerca aumentan la tensión del cuadro. Las figuras aparecen aisladas, sin emociones, parecen dormidas.
Nonell utiliza pinceladas gruesas. El color es variado, pero incluso cuando utilizaba rojos o amarillos vivos, tenían siempre un carácter opaco y sombrío. Los fondos neutros dan énfasis a la sensación de precariedad.
Después de la muerte de Consuelo, siguió pintando algunas gitanas, pero volvió a modelos de piel blanca y empezó una nueva etapa (1907-1910), en que reapareció el color y la sensualidad, y su obra consiguió el éxito de público y crítica.